# Allium subtilissimum
Allium subtilissimum — вид рослин з родини амарилісових (Amaryllidaceae); поширений у Казахстані, Алтаї, Монголії, північному Китаї.

## Опис
Цибулини скупчені, від вузько-яйцювато-циліндричних до вузько-конічних, діаметром 0.5–0.6(1) см; зовнішні оболонки сірувато-коричневі або сірі, злегка відтінені червоним. Листків 3–5, ≈ 0.5 мм завширшки, як правило, коротші від стеблини, стрункі, півкруглі в перерізі. Стеблина 5–20 см заввишки, кругла в перерізі, вкрита листовими піхвами на ≈ 1/4 його довжини. Зонтик нещільний, малоквітковий. Квітконіжки ≈ рівні, в 2–3(4) рази довші від оцвітини. Оцвітина від блідо-червоної до блідо-пурпурово-червоної. Листочки оцвітини з пурпуровою серединною жилкою; зовнішні яйцювато-еліптичні, човноподібні, 3–4.5 × 1.2–1.8 мм, верхівка коротко загострена; внутрішні довгасто-еліптичні, 3.8–5 × 1.5–2.1 мм, верхівки тупі або коротко загострені. 2n=16.
Період цвітіння: липень і серпень.

## Поширення
Поширений у Казахстані, Алтаї, Монголії, північному Китаї.
Населяє сухі кам'янисті схили, скелі, гравійно-солоні місця вздовж річок; 700—1500 м.